# Cristóbal Delgado Gómez
Cristóbal Delgado Gómez (Algeciras 1926-2006). Historiador, músico, escritor y cronista oficial de la ciudad de Algeciras.

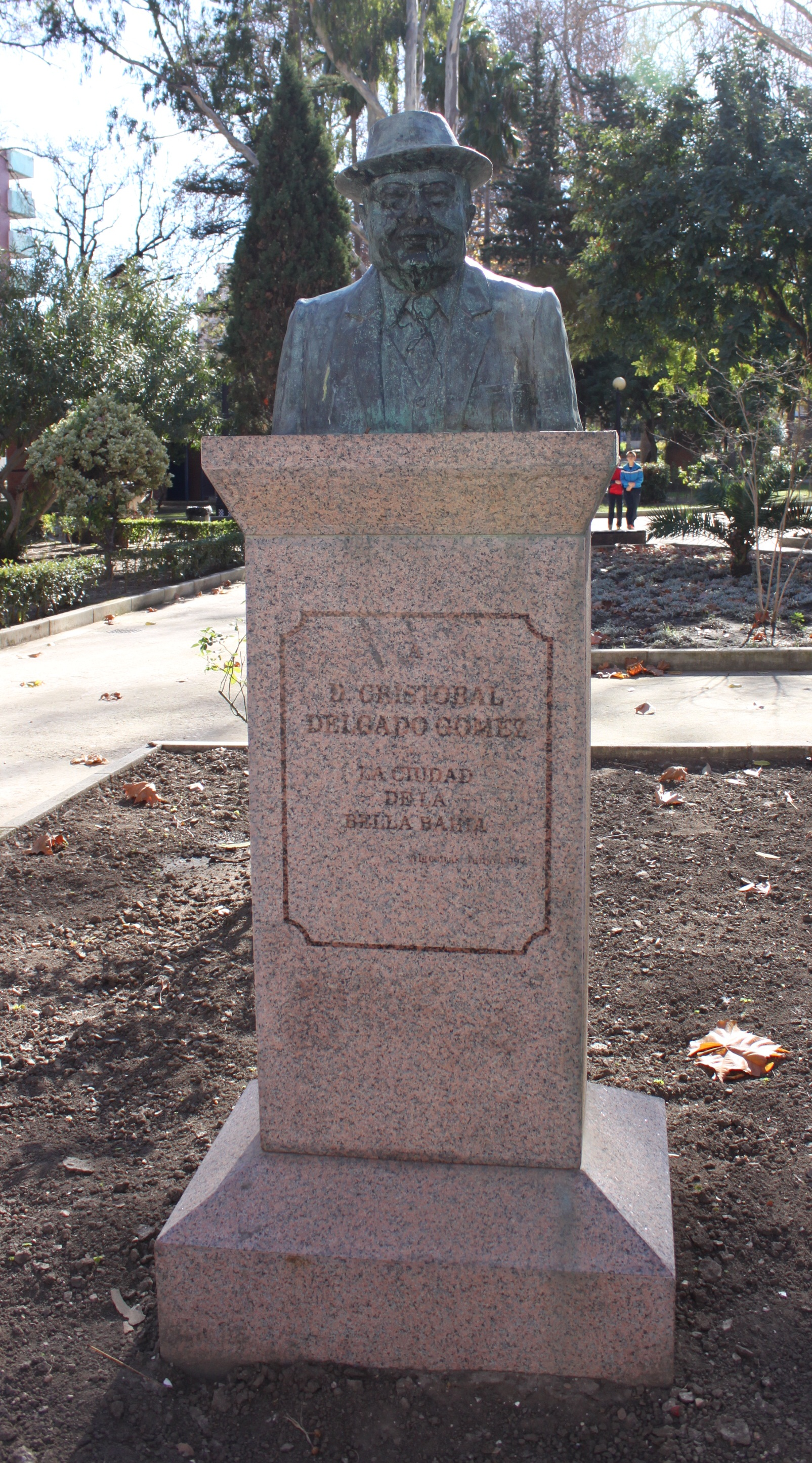
Busto de Cristóbal Delgado, obra de Carlos Gómez de Avellaneda en el Parque María Cristina.

Nació en Algeciras el 23 de diciembre de 1926. Funcionario de la Administración General del Estado desde 1943 hasta 1990; en su juventud dio clases de piano, y armonía en varias escuelas de su ciudad, alguna de las cuales fue de su propiedad. Igualmente ejerció de profesor auxiliar de modelado en la Escuela de Artes y Oficios.
Desde joven se interesa por la historia local y participa en numerosos proyectos municipales. Por su labor a favor de la cultura local es nombrado en 1962 cronista oficial de la ciudad y un año después director de la biblioteca municipal tras el fallecimiento de Juan Pérez Arriete, quien desempeñara ambos cargos hasta 1961.
Como director de la biblioteca local llevó a cabo un profundo proceso de modernización de la entidad que había sido creada en 1925 por otro cronista de Algeciras, Manuel Pérez-Petinto. Suya fue la responsabilidad de que se construyera una nueva sede en 1966 que sustituiría a la que por entonces tenía en la Sociedad algecireña de Fomento. Dicho edificio, situado en la calle Salvador Allende lleva en la actualidad su nombre gracias a que la Corporación Municipal así lo acordó bajo el mandato del por entonces alcalde Patricio González García. Destacada fue también su trayectoria en la vida política de la ciudad ocupando desde 1963 el cargo de Delegado de Cultura en el ayuntamiento y desde 1966 hasta finales de 1970 el de primer teniente de alcalde.
En 1969 publica su primer libro Algeciras, pasado y presente de la Ciudad de la bella bahía, uno de los pilares de la historiografía algecireña del siglo XX, continuadora de los libros sobre historia escritos por otros historiadores algecireños como Emilio Santacana y Mensayas con su Antiguo y moderno Algeciras de 1901 y Manuel Pérez Petinto con la no publicada Historia de Algeciras de 1943. A partir de ese momento dedica gran parte de su tiempo a la investigación histórica y costumbrista, dicta conferencias por toda la geografía española acudiendo a numerosos congresos y escribiendo una decena de libros sobre la historia de su ciudad y de diversas instituciones locales.
Es nombrado miembro del Instituto de Estudios Campogibraltareños en 1970, Miembro del Instituto de Estudios Gaditanos en 1970 e Hijo Predilecto de la ciudad el 23 de enero de 1986. Hasta el día de su muerte, 30 de diciembre de 2006 continúa presente en la vida local de la ciudad, compartiendo sus conocimientos en periódicos y radio.

## Obras
- Algeciras, pasado y presente de la ciudad de la bella bahía (5 ediciones entre 1969 y 1990).
- Algeciras, Feria Real (1989).
- Cosas de Algeciras (1989).
- Carnavales de Ayer (1990) Delegación de Feria y Fiestas de Algeciras.
- El Real Club Náutico de Algeciras (1993).
- Algeciras en Blanco y Negro (1994) Fundación Municipal de Cultura José Luis Cano.
- Algeciras y el carnaval "especial" (1997) Delegación de Feria y Fiestas de Algeciras.
- Algeciras y Yo (1999) Delegación de Feria y Fiestas de Algeciras.
- Algeciras Feria Real (2001) Fundación Municipal de Cultura José Luis Cano.
- Memorias de un algecireño (2004) Fundación Municipal de Cultura José Luis Cano.